# Laurent Pomponi
Laurent Pomponi (Ajaccio, 18 juni 1996) is een Frans voetballer die sinds 2019 uitkomt voor F91 Dudelange. Pomponi is een aanvaller.

## Carrière
Pomponi werd geboren in Ajaccio, de hoofdstad van het Franse eiland Corsica. In 2010 maakte hij de overstap van SC Bastia naar rivaal AC Ajaccio. Bij Ajaccio maakte hij in het seizoen 2015/16 zijn opwachting in het B-elftal van de club in de CFA2, het vijfde niveau in het Franse voetbal.
In januari 2017 liet Ajaccio de twintigjarige Pomponi vertrekken naar het Luxemburgse US Hostert. De Corsicaan maakte er meteen indruk door zestien keer te scoren in dertien wedstrijden. Mede dankzij de goals van Pomponi promoveerde Hostert zo naar de Nationaldivisioun. Ook in de hoogste klasse was Pomponi op de afspraak: in zijn eerste halve seizoen scoorde hij vijf keer in twaalf wedstrijden. Desondanks verliet hij de club in januari 2018 voor FB Île Rousse in de Franse Championnat National 3, de vroegere CFA2. Nadat hij op het einde van het seizoen degradeerde naar het regionale voetbal, stapte hij over naar vierdeklasser FC Bastia-Borgo. Met deze club had hij meer succes: Bastia-Borgo eindigde tweede in haar reeks na het B-elftal van FC Nantes en promoveerde zo naar de Championnat National. Pomponi promoveerde echter niet mee: hij koos voor een tweede buitenlandse avontuur en tekende voor F91 Dudelange.